# Davoud Yaqoubi
Davoud Yaqoubi (persan : داود یعقوبی) (né le 17 décembre 1982 à Kaboul en Afghanistan) est un joueur de football allemand d'origine afghane.